# Busch Light Clash at The Coliseum 2023
De Busch Light Clash at The Coliseum 2023 was een NASCAR Cup Series-race die op 5 februari 2023 werd gehouden in het Los Angeles Memorial Coliseum in Los Angeles, Californië. De race ging over 150 ronden en was de eerste oefenwedstrijd van het seizoen 2023 van de NASCAR Cup Series.

## Formaat en subsidiabiliteit
Op 14 september 2021 kondigde NASCAR aan dat de Busch Clash naar het Los Angeles Memorial Coliseum zal verhuizen. Op 22 december 2022 werd het format voor de Clash 2023 aangekondigd:
- Het evenement staat open voor alle teams en coureurs.
- In totaal 350 ronden in zes races.
- De 36 charterteams en maximaal vier open teams nemen deel aan de kwalificatie. Mochten er meer dan 40 teams meedoen, dan is het onbekend of de kwalificatie bepaalt wie er doorgaat naar de heatraces.
- Op basis van rondetijden worden de auto's in een van de vier heatraces van elk 25 ronden geplaatst. De beste vijf coureurs in elke heat gaan door naar de hoofdwedstrijd.
- Alle niet gekwalificeerde coureurs worden ingedeeld in één van de twee heatraces van 50 ronden. De beste drie coureurs in elke heat gaan door naar de hoofdwedstrijd.
- De hoogste coureur in de puntenstand van de Cup Series 2022 die niet meedoet, gaat ook door naar de finale.
- De wedstrijd duurt 150 ronden en er komen 27 auto's aan de start.

### Inschrijvingen
- (R) staat voor rookie.

| No.   | Coureur             | Team                     | Motor     |
| ----- | ------------------- | ------------------------ | --------- |
| 1     | Ross Chastain       | Trackhouse Racing Team   | Chevrolet |
| 2     | Austin Cindric      | Team Penske              | Ford      |
| 3     | Austin Dillon       | Richard Childress Racing | Chevrolet |
| 4     | Kevin Harvick       | Stewart-Haas Racing      | Ford      |
| 5     | Kyle Larson         | Hendrick Motorsports     | Chevrolet |
| 6     | Brad Keselowski     | RFK Racing               | Ford      |
| 7     | Corey LaJoie        | Spire Motorsports        | Chevrolet |
| 8     | Kyle Busch          | Richard Childress Racing | Chevrolet |
| 9     | Chase Elliott       | Hendrick Motorsports     | Chevrolet |
| 10    | Aric Almirola       | Stewart-Haas Racing      | Ford      |
| 11    | Denny Hamlin        | Joe Gibbs Racing         | Toyota    |
| 12    | Ryan Blaney         | Team Penske              | Ford      |
| 14    | Chase Briscoe       | Stewart-Haas Racing      | Ford      |
| 15    | J. J. Yeley         | Rick Ware Racing         | Ford      |
| 16    | A. J. Allmendinger  | Kaulig Racing            | Chevrolet |
| 17    | Chris Buescher      | RFK Racing               | Ford      |
| 19    | Martin Truex Jr.    | Joe Gibbs Racing         | Toyota    |
| 20    | Christopher Bell    | Joe Gibbs Racing         | Toyota    |
| 21    | Harrison Burton     | Wood Brothers Racing     | Ford      |
| 22    | Joey Logano         | Team Penske              | Ford      |
| 23    | Bubba Wallace       | 23XI Racing              | Toyota    |
| 24    | William Byron       | Hendrick Motorsports     | Chevrolet |
| 31    | Justin Haley        | Kaulig Racing            | Chevrolet |
| 34    | Michael McDowell    | Front Row Motorsports    | Ford      |
| 38    | Todd Gilliland      | Front Row Motorsports    | Ford      |
| 41    | Ryan Preece         | Stewart-Haas Racing      | Ford      |
| 42    | Noah Gragson (R)    | Legacy Motor Club        | Chevrolet |
| 43    | Erik Jones          | Legacy Motor Club        | Chevrolet |
| 45    | Tyler Reddick       | 23XI Racing              | Toyota    |
| 47    | Ricky Stenhouse Jr. | JTG Daugherty Racing     | Chevrolet |
| 48    | Alex Bowman         | Hendrick Motorsports     | Chevrolet |
| 51    | Cody Ware           | Rick Ware Racing         | Ford      |
| 54    | Ty Gibbs (R)        | Joe Gibbs Racing         | Toyota    |
| 77    | Ty Dillon           | Spire Motorsports        | Chevrolet |
| 78    | B. J. McLeod        | Live Fast Motorsports    | Chevrolet |
| 99    | Daniel Suárez       | Trackhouse Racing Team   | Chevrolet |
| Bron: |                     |                          |           |

## Classificatie

### Training
Martin Truex Jr. was de snelste in de training met een tijd van 13,361 met een gemiddelde snelheid van 108,405 km/u.
| Pos.  | No. | Coureur          | Team                | Motor  | Tijd   | Snelheid |
| ----- | --- | ---------------- | ------------------- | ------ | ------ | -------- |
| 1     | 19  | Martin Truex Jr. | Joe Gibbs Racing    | Toyota | 13.361 | 108.4    |
| 2     | 23  | Bubba Wallace    | 23XI Racing         | Toyota | 13.371 | 108.3    |
| 3     | 14  | Chase Briscoe    | Stewart-Haas Racing | Ford   | 13.383 | 108.2    |
| Bron: |     |                  |                     |        |        |          |

### Kwalificatie
Justin Haley scoorde de pole voor de eerste heat race met een tijd van 13,413 en een snelheid van 107,985 km/u.
| Pos.  | No. | Coureur             | Team                     | Motor     | Tijd   |
| ----- | --- | ------------------- | ------------------------ | --------- | ------ |
| 1     | 31  | Justin Haley        | Kaulig Racing            | Chevrolet | 13.413 |
| 2     | 8   | Kyle Busch          | Richard Childress Racing | Chevrolet | 13.553 |
| 3     | 20  | Christopher Bell    | Joe Gibbs Racing         | Toyota    | 13.569 |
| 4     | 24  | William Byron       | Hendrick Motorsports     | Chevrolet | 13.596 |
| 5     | 10  | Aric Almirola       | Stewart-Haas Racing      | Ford      | 13.600 |
| 6     | 3   | Austin Dillon       | Richard Childress Racing | Chevrolet | 13.605 |
| 7     | 11  | Denny Hamlin        | Joe Gibbs Racing         | Toyota    | 13.621 |
| 8     | 16  | A. J. Allmendinger  | Kaulig Racing            | Chevrolet | 13.623 |
| 9     | 48  | Alex Bowman         | Hendrick Motorsports     | Chevrolet | 13.624 |
| 10    | 5   | Kyle Larson         | Hendrick Motorsports     | Chevrolet | 13.638 |
| 11    | 99  | Daniel Suárez       | Trackhouse Racing Team   | Chevrolet | 13.663 |
| 12    | 1   | Ross Chastain       | Trackhouse Racing Team   | Chevrolet | 13.683 |
| 13    | 21  | Harrison Burton     | Wood Brothers Racing     | Ford      | 13.714 |
| 14    | 4   | Kevin Harvick       | Stewart-Haas Racing      | Ford      | 13.734 |
| 15    | 14  | Chase Briscoe       | Stewart-Haas Racing      | Ford      | 13.735 |
| 16    | 23  | Bubba Wallace       | 23XI Racing              | Toyota    | 13.742 |
| 17    | 22  | Joey Logano         | Team Penske              | Ford      | 13.749 |
| 18    | 47  | Ricky Stenhouse Jr. | JTG Daugherty Racing     | Chevrolet | 13.767 |
| 19    | 45  | Tyler Reddick       | 23XI Racing              | Toyota    | 13.793 |
| 20    | 43  | Erik Jones          | Legacy Motor Club        | Chevrolet | 13.817 |
| 21    | 42  | Noah Gragson (R)    | Legacy Motor Club        | Chevrolet | 13.823 |
| 22    | 19  | Martin Truex Jr.    | Joe Gibbs Racing         | Toyota    | 13.851 |
| 23    | 6   | Brad Keselowski     | RFK Racing               | Ford      | 13.863 |
| 24    | 41  | Ryan Preece         | Stewart-Haas Racing      | Ford      | 13.870 |
| 25    | 34  | Michael McDowell    | Front Row Motorsports    | Ford      | 13.890 |
| 26    | 2   | Austin Cindric      | Team Penske              | Ford      | 13.910 |
| 27    | 38  | Todd Gilliland      | Front Row Motorsports    | Ford      | 13.915 |
| 28    | 7   | Corey LaJoie        | Spire Motorsports        | Chevrolet | 13.919 |
| 29    | 17  | Chris Buescher      | RFK Racing               | Ford      | 13.935 |
| 30    | 9   | Chase Elliott       | Hendrick Motorsports     | Chevrolet | 14.087 |
| 31    | 15  | J. J. Yeley         | Rick Ware Racing         | Ford      | 14.254 |
| 32    | 51  | Cody Ware           | Rick Ware Racing         | Ford      | 14.316 |
| 33    | 77  | Ty Dillon           | Spire Motorsports        | Chevrolet | 14.489 |
| 34    | 78  | B. J. McLeod        | Live Fast Motorsports    | Chevrolet | 15.308 |
| 35    | 12  | Ryan Blaney         | Team Penske              | Ford      | 40.301 |
| 36    | 54  | Ty Gibbs (R)        | Joe Gibbs Racing         | Toyota    | 0.000  |
| Bron: |     |                     |                          |           |        |

### Kwalificatie heatraces
Aric Almirola scoorde de pole voor de race na het winnen van de eerste kwalificatierace.

#### Race 1
| Pos.  | Grid | No. | Coureur          | Team                  | Motor     | Rondes |
| ----- | ---- | --- | ---------------- | --------------------- | --------- | ------ |
| 1     | 2    | 10  | Aric Almirola    | Stewart-Haas Racing   | Ford      | 25     |
| 2     | 3    | 48  | Alex Bowman      | Hendrick Motorsports  | Chevrolet | 25     |
| 3     | 1    | 31  | Justin Haley     | Kaulig Racing         | Chevrolet | 25     |
| 4     | 6    | 42  | Noah Gragson (R) | Legacy Motor Club     | Chevrolet | 25     |
| 5     | 5    | 22  | Joey Logano      | Team Penske           | Ford      | 25     |
| 6     | 7    | 34  | Michael McDowell | Front Row Motorsports | Ford      | 25     |
| 7     | 4    | 21  | Harrison Burton  | Wood Brothers Racing  | Ford      | 25     |
| 8     | 9    | 77  | Ty Dillon        | Spire Motorsports     | Chevrolet | 25     |
| 9     | 8    | 17  | Chris Buescher   | RFK Racing            | Ford      | 25     |
| Bron: |      |     |                  |                       |           |        |

#### Race 2
| Pos.  | Grid | No. | Coureur             | Team                     | Motor     | Rondes |
| ----- | ---- | --- | ------------------- | ------------------------ | --------- | ------ |
| 1     | 6    | 19  | Martin Truex Jr.    | Joe Gibbs Racing         | Toyota    | 25     |
| 2     | 1    | 8   | Kyle Busch          | Richard Childress Racing | Chevrolet | 25     |
| 3     | 2    | 3   | Austin Dillon       | Richard Childress Racing | Chevrolet | 25     |
| 4     | 3    | 5   | Kyle Larson         | Hendrick Motorsports     | Chevrolet | 25     |
| 5     | 4    | 4   | Kevin Harvick       | Stewart-Haas Racing      | Ford      | 25     |
| 6     | 8    | 9   | Chase Elliott       | Hendrick Motorsports     | Chevrolet | 25     |
| 7     | 5    | 47  | Ricky Stenhouse Jr. | JTG Daugherty Racing     | Chevrolet | 25     |
| 8     | 7    | 2   | Austin Cindric      | Team Penske              | Ford      | 25     |
| 9     | 9    | 78  | B. J. McLeod        | Live Fast Motorsports    | Chevrolet | 25     |
| Bron: |      |     |                     |                          |           |        |

#### Race 3
| Pos.  | Grid | No. | Coureur          | Team                   | Motor     | Rondes |
| ----- | ---- | --- | ---------------- | ---------------------- | --------- | ------ |
| 1     | 2    | 11  | Denny Hamlin     | Joe Gibbs Racing       | Toyota    | 25     |
| 2     | 4    | 14  | Chase Briscoe    | Stewart-Haas Racing    | Ford      | 25     |
| 3     | 5    | 45  | Tyler Reddick    | 23XI Racing            | Toyota    | 25     |
| 4     | 9    | 12  | Ryan Blaney      | Team Penske            | Ford      | 25     |
| 5     | 3    | 99  | Daniel Suárez    | Trackhouse Racing Team | Chevrolet | 25     |
| 6     | 1    | 20  | Christopher Bell | Joe Gibbs Racing       | Toyota    | 25     |
| 7     | 7    | 38  | Todd Gilliland   | Front Row Motorsports  | Ford      | 25     |
| 8     | 6    | 6   | Brad Keselowski  | RFK Racing             | Ford      | 25     |
| 9     | 8    | 15  | J. J. Yeley      | Rick Ware Racing       | Ford      | 25     |
| Bron: |      |     |                  |                        |           |        |

#### Race 4
| Pos.  | Grid | No. | Coureur            | Team                   | Motor     | Rondes |
| ----- | ---- | --- | ------------------ | ---------------------- | --------- | ------ |
| 1     | 1    | 24  | William Byron      | Hendrick Motorsports   | Chevrolet | 25     |
| 2     | 4    | 23  | Bubba Wallace      | 23XI Racing            | Toyota    | 25     |
| 3     | 3    | 1   | Ross Chastain      | Trackhouse Racing Team | Chevrolet | 25     |
| 4     | 6    | 41  | Ryan Preece        | Stewart-Haas Racing    | Ford      | 25     |
| 5     | 5    | 43  | Erik Jones         | Legacy Motor Club      | Chevrolet | 25     |
| 6     | 2    | 16  | A. J. Allmendinger | Kaulig Racing          | Chevrolet | 25     |
| 7     | 9    | 54  | Ty Gibbs (R)       | Joe Gibbs Racing       | Toyota    | 25     |
| 8     | 7    | 7   | Corey LaJoie       | Spire Motorsports      | Chevrolet | 25     |
| 9     | 8    | 51  | Cody Ware          | Rick Ware Racing       | Ford      | 25     |
| Bron: |      |     |                    |                        |           |        |

#### "Last Chance" kwalificatierace 1
| Pos.  | Grid | No. | Coureur          | Team                  | Motor     | Rondes |
| ----- | ---- | --- | ---------------- | --------------------- | --------- | ------ |
| 1     | 1    | 34  | Michael McDowell | Front Row Motorsports | Ford      | 50     |
| 2     | 2    | 20  | Christopher Bell | Joe Gibbs Racing      | Toyota    | 50     |
| 3     | 4    | 38  | Todd Gilliland   | Front Row Motorsports | Ford      | 50     |
| 4     | 3    | 21  | Harrison Burton  | Wood Brothers Racing  | Ford      | 50     |
| 5     | 6    | 6   | Brad Keselowski  | RFK Racing            | Ford      | 50     |
| 6     | 5    | 77  | Ty Dillon        | Spire Motorsports     | Chevrolet | 50     |
| 7     | 7    | 17  | Chris Buescher   | RFK Racing            | Ford      | 50     |
| 8     | 8    | 15  | J. J. Yeley      | Rick Ware Racing      | Ford      | 49     |
| Bron: |      |     |                  |                       |           |        |

#### "Last Chance" kwalificatierace 2
| Pos.  | Grid | No. | Coureur             | Team                  | Motor     | Rondes |
| ----- | ---- | --- | ------------------- | --------------------- | --------- | ------ |
| 1     | 1    | 9   | Chase Elliott       | Hendrick Motorsports  | Chevrolet | 50     |
| 2     | 2    | 54  | Ty Gibbs (R)        | Joe Gibbs Racing      | Toyota    | 50     |
| 3     | 4    | 16  | A. J. Allmendinger  | Kaulig Racing         | Chevrolet | 50     |
| 4     | 3    | 47  | Ricky Stenhouse Jr. | JTG Daugherty Racing  | Chevrolet | 50     |
| 5     | 5    | 2   | Austin Cindric      | Team Penske           | Ford      | 50     |
| 6     | 6    | 7   | Corey LaJoie        | Spire Motorsports     | Chevrolet | 50     |
| 7     | 8    | 51  | Cody Ware           | Rick Ware Racing      | Ford      | 49     |
| 8     | 7    | 78  | B. J. McLeod        | Live Fast Motorsports | Chevrolet | 48     |
| Bron: |      |     |                     |                       |           |        |

### Startopstelling
| Pos.  | No. | Coureur            | Team                     | Motor     |
| ----- | --- | ------------------ | ------------------------ | --------- |
| 1     | 10  | Aric Almirola      | Stewart-Haas Racing      | Ford      |
| 2     | 19  | Martin Truex Jr.   | Joe Gibbs Racing         | Toyota    |
| 3     | 11  | Denny Hamlin       | Joe Gibbs Racing         | Toyota    |
| 4     | 24  | William Byron      | Hendrick Motorsports     | Chevrolet |
| 5     | 48  | Alex Bowman        | Hendrick Motorsports     | Chevrolet |
| 6     | 8   | Kyle Busch         | Richard Childress Racing | Chevrolet |
| 7     | 14  | Chase Briscoe      | Stewart-Haas Racing      | Ford      |
| 8     | 23  | Bubba Wallace      | 23XI Racing              | Toyota    |
| 9     | 31  | Justin Haley       | Kaulig Racing            | Chevrolet |
| 10    | 3   | Austin Dillon      | Richard Childress Racing | Chevrolet |
| 11    | 45  | Tyler Reddick      | 23XI Racing              | Toyota    |
| 12    | 1   | Ross Chastain      | Trackhouse Racing Team   | Chevrolet |
| 13    | 42  | Noah Gragson (R)   | Legacy Motor Club        | Chevrolet |
| 14    | 5   | Kyle Larson        | Hendrick Motorsports     | Chevrolet |
| 15    | 12  | Ryan Blaney        | Team Penske              | Ford      |
| 16    | 41  | Ryan Preece        | Stewart-Haas Racing      | Ford      |
| 17    | 22  | Joey Logano        | Team Penske              | Ford      |
| 18    | 4   | Kevin Harvick      | Stewart-Haas Racing      | Ford      |
| 19    | 99  | Daniel Suárez      | Trackhouse Racing Team   | Chevrolet |
| 20    | 43  | Erik Jones         | Legacy Motor Club        | Chevrolet |
| 21    | 34  | Michael McDowell   | Front Row Motorsports    | Ford      |
| 22    | 9   | Chase Elliott      | Hendrick Motorsports     | Chevrolet |
| 23    | 20  | Christopher Bell   | Joe Gibbs Racing         | Toyota    |
| 24    | 54  | Ty Gibbs (R)       | Joe Gibbs Racing         | Toyota    |
| 25    | 38  | Todd Gilliland     | Front Row Motorsports    | Ford      |
| 26    | 16  | A. J. Allmendinger | Kaulig Racing            | Chevrolet |
| 27    | 2   | Austin Cindric     | Team Penske              | Ford      |
| Bron: |     |                    |                          |           |

### Race
| Pos.  | Grid | No. | Coureur            | Team                     | Motor     | Rondes |
| ----- | ---- | --- | ------------------ | ------------------------ | --------- | ------ |
| 1     | 2    | 19  | Martin Truex Jr.   | Joe Gibbs Racing         | Toyota    | 150    |
| 2     | 10   | 3   | Austin Dillon      | Richard Childress Racing | Chevrolet | 150    |
| 3     | 6    | 8   | Kyle Busch         | Richard Childress Racing | Chevrolet | 150    |
| 4     | 5    | 48  | Alex Bowman        | Hendrick Motorsports     | Chevrolet | 150    |
| 5     | 14   | 5   | Kyle Larson        | Hendrick Motorsports     | Chevrolet | 150    |
| 6     | 11   | 45  | Tyler Reddick      | 23XI Racing              | Toyota    | 150    |
| 7     | 16   | 41  | Ryan Preece        | Stewart-Haas Racing      | Ford      | 150    |
| 8     | 12   | 1   | Ross Chastain      | Trackhouse Racing Team   | Chevrolet | 150    |
| 9     | 3    | 11  | Denny Hamlin       | Joe Gibbs Racing         | Toyota    | 150    |
| 10    | 4    | 24  | William Byron      | Hendrick Motorsports     | Chevrolet | 150    |
| 11    | 9    | 31  | Justin Haley       | Kaulig Racing            | Chevrolet | 150    |
| 12    | 18   | 4   | Kevin Harvick      | Stewart-Haas Racing      | Ford      | 150    |
| 13    | 23   | 20  | Christopher Bell   | Joe Gibbs Racing         | Toyota    | 150    |
| 14    | 13   | 42  | Noah Gragson (R)   | Legacy Motor Club        | Chevrolet | 150    |
| 15    | 7    | 14  | Chase Briscoe      | Stewart-Haas Racing      | Ford      | 150    |
| 16    | 17   | 22  | Joey Logano        | Team Penske              | Ford      | 150    |
| 17    | 15   | 12  | Ryan Blaney        | Team Penske              | Ford      | 150    |
| 18    | 1    | 10  | Aric Almirola      | Stewart-Haas Racing      | Ford      | 150    |
| 19    | 19   | 99  | Daniel Suárez      | Trackhouse Racing Team   | Chevrolet | 150    |
| 20    | 26   | 16  | A. J. Allmendinger | Kaulig Racing            | Chevrolet | 150    |
| 21    | 22   | 9   | Chase Elliott      | Hendrick Motorsports     | Chevrolet | 150    |
| 22    | 8    | 23  | Bubba Wallace      | 23XI Racing              | Toyota    | 150    |
| 23    | 25   | 38  | Todd Gilliland     | Front Row Motorsports    | Ford      | 140    |
| 24    | 21   | 34  | Michael McDowell   | Front Row Motorsports    | Ford      | 137    |
| 25    | 27   | 2   | Austin Cindric     | Team Penske              | Ford      | 106    |
| 26    | 24   | 54  | Ty Gibbs (R)       | Joe Gibbs Racing         | Toyota    | 81     |
| 27    | 20   | 43  | Erik Jones         | Legacy Motor Club        | Chevrolet | 16     |
| Bron: |      |     |                    |                          |           |        |